# 西西里岛尼扎
西西里岛尼扎（義大利語：Nizza di Sicilia）是意大利西西里大区墨西拿廣域市的一个市镇。总面积13平方公里，人口3727人，人口密度286.7人/平方公里（2009年）。ISTAT代码为083061。